# شهرستان شبام
ناحیهٔ شبام (به عربی: مدیریة شبام) یک ناحیه در یمن است که در استان حضرموت واقع شده‌است.
ناحیهٔ شبام  ۴۸٬۸۲۹ نفر جمعیت دارد.